# Lycée Jules-Michelet (Montauban)
Pour les articles homonymes, voir Lycée Michelet.
Le lycée Jules-Michelet, situé à Montauban dans le Tarn-et-Garonne, est un lycée d'enseignement général et technologique public créé en 1883. Il est doté d'un internat mixte pour ses élèves.
Il a compté parmi ses élèves Philippe Dagen. Le premier évoque le lycée Michelet dans un roman qui a lieu durant l'Occupation, La Guerre (1996), le deuxième à travers des récits autobiographiques.

## Histoire
C'est en 1883 qu'est décidée la construction d'un lycée national de jeunes filles à Montauban, après l'adoption de la loi Camille Sée du 21 décembre 1880.
Les premiers bâtiments furent construits par l'architecte Joseph Auguste Émile Vaudremer (1829-1914), et ouverts en 1886.
Durant la Seconde Guerre mondiale, le lycée a compté parmi ses élèves Adèle Kurzweil, une jeune Autrichienne de famille juive, qui fut déportée avec sa famille en 1942 vers le camp d’Auschwitz, ainsi que Marie-Antoinette Orcival une résistante française déportée en 1944. Une plaque commémorative a été installée en leur mémoire au sein du lycée

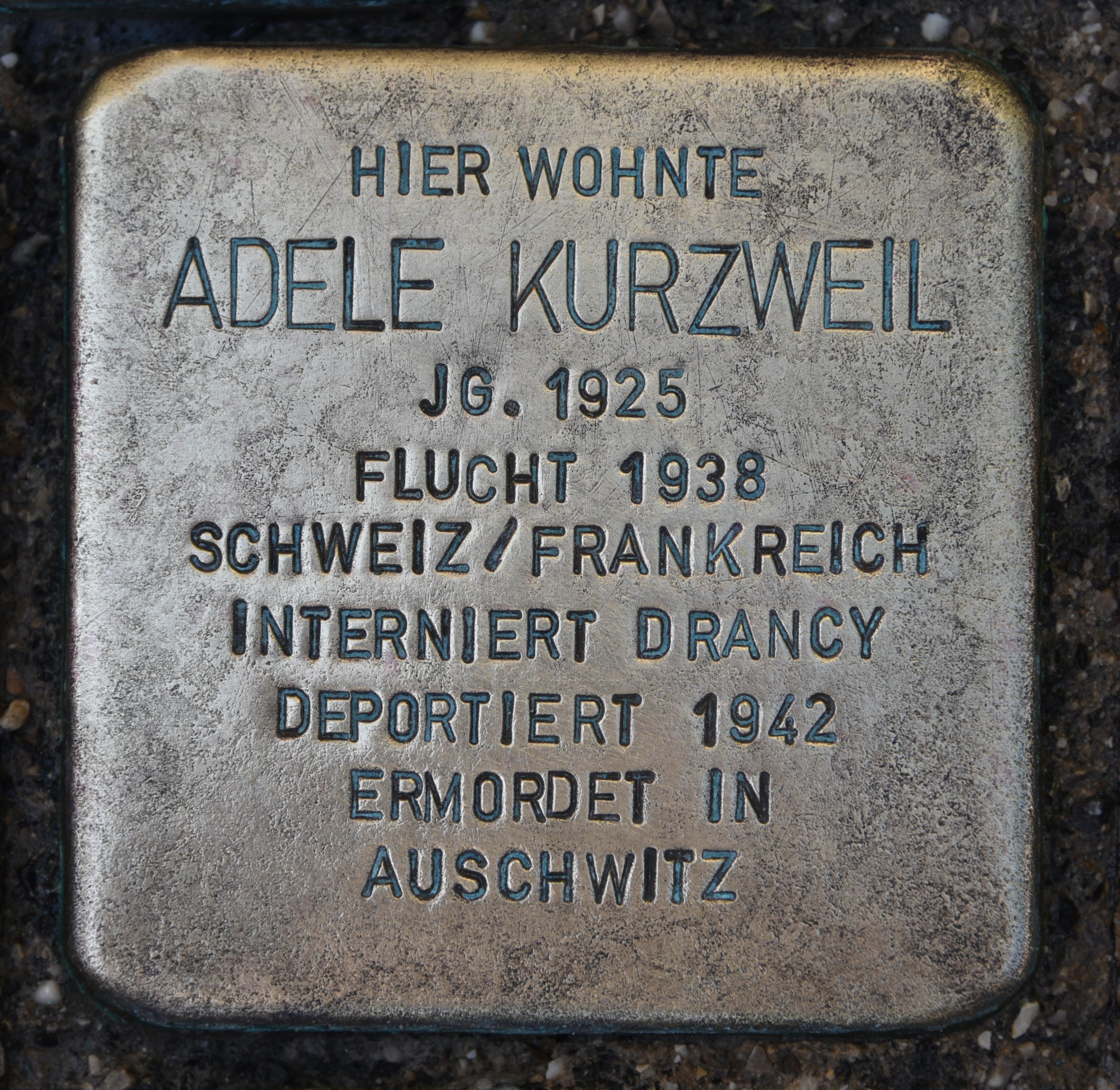
Pierre d'achoppement à la mémoire d'Adèle Kurzweil à Graz
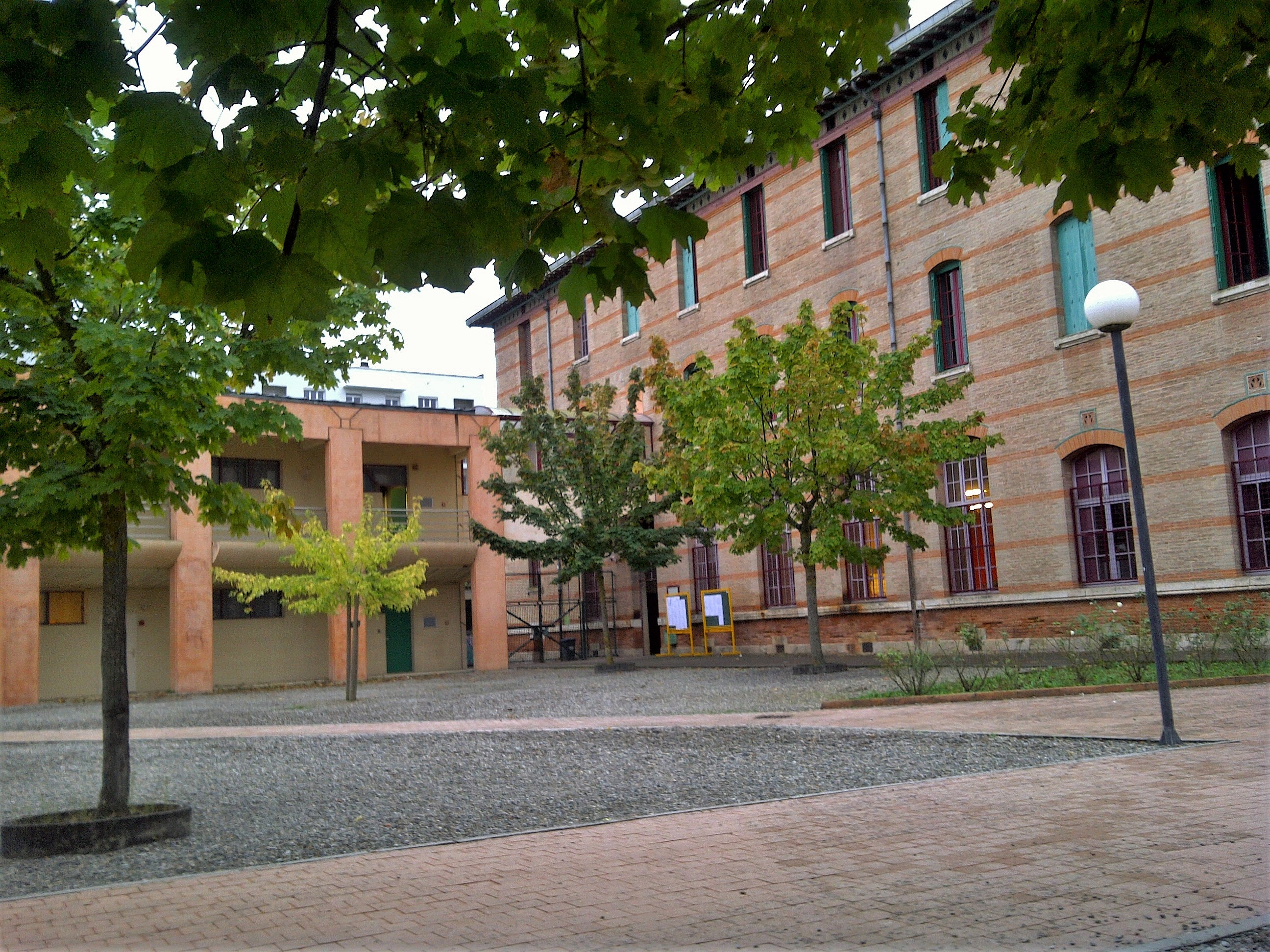
Cour Adèle Kurzweil du lycée Michelet

À la rentrée 1968, l'établissement devient mixte.
En 1989, face à la croissance des effectifs, le conseil régional de Midi-Pyrénées réalise des aménagements en créant notamment une extension dont une partie accueille le restaurant scolaire, et en effectuant une rénovation des autres bâtiments.
Le lycée porte une tradition littéraire et artistique encore perpétuée aujourd'hui.
Toutefois le nombre de classes scientifiques n'a rien à envier aux autres lycées du département de Tarn-et-Garonne et il fournit chaque année un fort contingent à l'université Paul-Sabatier et aux diverses filières scientifiques post bac de la région.

## Effectifs
En 2018, le lycée comptait 1 087 élèves répartis dans les quatre filières proposées.
|        | 2016            | 2017  | 2018  | 2019 |
| ------ | --------------- | ----- | ----- | ---- |
| Élèves | 1 200 (environ) | 1 207 | 1 087 | -    |

## Enseignement
L'établissement propose les trois filières du baccalauréat général : la filière Littéraire (L), la filière Économique et Sociale (ES), et la filière Scientifique (S) option SVT. Il propose également une section binationale français et espagnol BachiBac.
Depuis la rentrée 2018, le lycée propose aussi la filière Sciences et Technologies du Management et de la Gestion (STMG), devenant un lycée général et technologique,,.
En outre, il propose quatre langues vivantes et une langue régionale que sont l'allemand, l'anglais, l'espagnol, l'italien, et l'occitan, trois sections européennes (allemand, anglais, espagnol), et des enseignements facultatifs tels que Musique, Arts plastiques, Cinéma audiovisuel, Latin ou encore Grec ancien.

## Classement du lycée
En 2015, le lycée se classe 4e sur 7 au niveau départemental quant à la qualité d'enseignement, et 1 888e au niveau national. Le classement s'établit sur trois critères : le taux de réussite au bac, la proportion d'élèves de première qui obtient le baccalauréat en ayant fait les deux dernières années de leur scolarité dans l'établissement, et la valeur ajoutée (calculée à partir de l'origine sociale des élèves, de leur âge et de leurs résultats au diplôme national du brevet).

## Anciens élèves notoires
- Marie-Antoinette Orcival (1920-1945), résistante déportée
- Adèle Kurzweil  élève juive autrichienne née à Graz le 31/01/1925 morte en déportation après son arrivée à Auschwitz en septembre 1942
- Philippe Dagen
- Alain Delpech
- Janine Garrisson
- Jean-Christophe Courtil
- Loïc Lorent
- Sylvia Pinel